# 費蘭度·迪奧尼拉斯
費蘭度·法蘭高·迪奧尼拉斯（Fernando Franco de Ornelas，1976年7月29日－），生於委內瑞拉卡拉卡斯，已退役委內瑞拉著名足球運動員，司職中場。

## 球員生涯
奧尼拉斯生於委內瑞拉卡拉卡斯，於1998年來港加盟當時在甲組角逐的勁旅南華其後轉會水晶宮及些路迪等著名球會，到2001年再度來港加盟甲組球會南華同年離隊後繼續其足球浪人生涯先後去過英格蘭、葡萄牙、中國、德國、塞浦路斯及挪威落班直到2010年在挪威球會莫達倫宣佈掛靴而他結束職業足球員身份後選擇在挪威當地落地生根現在擔任全職傳道人。

## 國際賽事紀錄
| 進球 | 日期          | 場館                   | 對手   | 比分 | 結果 | 賽事       |
| ---- | ------------- | ---------------------- | ------ | ---- | ---- | ---------- |
| 1.   | 1999年6月20日 | 華倫西亞，委內瑞拉     | 秘魯   | 3–0  | 3–0  | 國際友誼賽 |
| 2.   | 2000年8月10日 | 阿拉胡埃拉，哥斯達黎加 |        | 1–4  | 1–5  | 國際友誼賽 |
| 3.   | 2006年9月6日  | 維也納，奧地利         | 奥地利 | 0–1  | 0–1  | 國際友誼賽 |
| 4.   | 2007年3月28日 | 馬拉開波，委內瑞拉     | 新西兰 | 2–0  | 5–0  | 國際友誼賽 |
| 5.   | 2007年3月28日 | 馬拉開波，委內瑞拉     | 新西兰 | 3–0  | 5–0  | 國際友誼賽 |